# 緬甸野兔
緬甸野兔为兔科兔属的哺乳动物。分布于中国大陆以南（邊境）、越南、泰國、寮國、緬甸、柬埔寨等中南半島地區。

## 特徵
緬甸野兔的耳朵很短，大概5-8公分，身長25-30公分。毛色和華南兔有一點像，體背黃褐色，毛末端黑色，具二對上門齒。

## 習性
緬甸野兔屬於夜行性動物，白天躲在草叢及灌木林中。喜歡在農墾地、山林下的草叢中覓食。食物包括嫩草、嫩葉、農作物。緬甸野兔生性膽小，在覓食時會非常機警，若一有風吹草動，就會立刻逃走。

## 天敵
除了人類以外，老鷹、亞洲野犬都會捕捉緬甸野兔。